# In color
In color es un álbum de estudio publicado en 1977 por Cheap Trick y producido por Tom Werman. Fue el segundo disco de la banda.
En 2003, el álbum ocupó el número 448 de la revista Rolling Stone la lista de las 500 más grandes álbumes de todos los tiempos.

## Descripción general
In color, a diferencia de la banda de la auto-titulado debut, cuenta con una producción más pulida, con la esperanza de hacer un impacto comercial. Si bien los miembros de la banda se quejó de que el álbum perdido su poder a través de Tom Werman de la sobreproducción, sin color muestra la banda del lado más melódico que en parte se perdió en el debut.
El álbum de la banda hizo superestrellas en Japón, donde "I Want You to Want me" y "Clock Strikes ten" como singles, con el posterior golpe # 1 en el japonés gráficos.
- Datos: Q5914760